# NGC 6509
NGC 6509 (другие обозначения — UGC 11075, MCG 1-46-2, ZWG 56.6, IRAS17569+0617, PGC 61230) — галактика в созвездии Змееносец.
Этот объект входит в число перечисленных в оригинальной редакции «Нового общего каталога».